# Terry Devlin
Terry Devlin (Cookstown, 6 de noviembre de 2003) es un futbolista británico que juega en la demarcación de centrocampista para el Portsmouth F. C. de la EFL Championship.

## Selección nacional
Tras jugar en las categorías inferiores de la selección, finalmente hizo su debut con la selección de Irlanda del Norte el 21 de marzo de 2025 en un encuentro amistoso contra Suiza que finalizó con un resultado de empate a uno tras el gol de Isaac Price para el combinado norirlandés, y de Vincent Sierro para Suiza.

## Clubes
| Club                   | País              | Año       | Partidos | Goles |
| ---------------------- | ----------------- | --------- | -------- | ----- |
| Dungannon Swifts F. C. | Irlanda del Norte | 2019-2022 | 47       | 0     |
| Glentoran F. C.        | Irlanda del Norte | 2022-2023 | 45       | 6     |
| Portsmouth F. C.       | Inglaterra        | 2023-     | 61       | 2     |